# フェルメール (小惑星)
フェルメール (4928 Vermeer) は、小惑星帯にある小惑星。
リュドミーラ・カラチキナがクリミア天体物理天文台で発見し、17世紀のオランダの画家、ヨハネス・フェルメールに因んで名付けられた。